# Kendra Flock
Kendra Flock (* 5. September 1985 in Calgary, Alberta, Kanada) ist eine ehemalige kanadische Fußballspielerin.

## Karriere

### Vereine
Flock spielte für die W-League-Franchises der Edmonton Aviators und Victoria Highlanders und wechselte im Jahr 2011 für einige Monate zum schwedischen Zweitligisten Falköpings KIK.

### Nationalmannschaft
Kendra Flock nahm im September 2001 an einem Lehrgang der kanadischen U-16-Nationalmannschaft teil. Ihre nächste Berufung erhielt sie erst über acht Jahre später, als sie im November 2009 zu einem Trainingscamp der Kanadischen Nationalmannschaft berufen wurde. In dieser debütierte sie schließlich am 20. Februar 2010 bei einem Freundschaftsspiel gegen Polen und war Teil der Siegermannschaft beim darauf folgenden Zypern-Cup, in dessen Rahmen sie gegen die Mannschaft Südafrikas ihr zweites und letztes Länderspiel absolvierte.
Zudem nahm Flock mit der kanadischen Fußballauswahl an den Sommer-Universiaden 2009 und 2011 teil.

## Erfolge
- Gewinn des Zypern-Cup 2010